# Howard Lindsay
Howard Lindsay (29 de marzo de 1889 – 11 de febrero de 1968) fue un productor y director teatral, dramaturgo, libretista y actor de nacionalidad estadounidense. Es conocido por escribir formando equipo con Russel Crouse, además de por la interpretación, en compañía de su esposa Dorothy Stickney, de la obra Life with Father.

## Biografía
Su verdadero nombre era Herman Nelke, y nació en Waterford, Nueva York, graduándose en la Boston Latin School en 1907. En el musical televisivo de 1957 escrito por Richard Rodgers y Oscar Hammerstein II Cinderella, Lindsay y Stickney interpretaban al Rey y a la Reina, una de las pocas ocasiones en que se le puede observar actuando para la pantalla.
Junto a Russel Crouse, Lindsay ganó el Premio Pulitzer de Teatro de 1946 por la obra State of the Union, la cual adaptó Frank Capra al cine dos años después. En 1960 el equipo ganó el Premio Tony al mejor Musical por The Sound of Music. Además, colaboraron, entre otras piezas, en Happy Hunting y Mr. President.
Howard Lindsay falleció en 1968 en Nueva York.